# Mary Shepard
Mary Shepard, nome completo Mary Eleanor Jessie Knox Shepard (Surrey, 25 dicembre 1909 – Londra, 4 settembre 2000), è stata un'artista e illustratrice britannica.
È nota soprattutto per le sue illustrazioni sulla serie di libri Mary Poppins di Pamela Lyndon Travers e per il suo lavoro in altri libri per l'infanzia.

## Biografia
Mary Shepard nacque vicino a Godalming, nel Surrey, il 25 dicembre 1909, figlia di  Florence ed Ernest Howard Shepard, entrambi artisti. Il padre è noto per i suoi lavori di illustratore per Winnie the Pooh.  Studiò in una scuola femminile vicina alla città natale poi si specializzò in Francia, in un istituto del sobborgo parigino di Auteuil.
Alla morte della madre, avvenuta nel 1927, la zia Ethel prese le redini della famiglia. Era rientrata in patria dall'India e in poco tempo tutti si trasferirono in una nuova casa a Longdown. La zia incoraggiò Mary a credere nelle sue capacità artistiche e in seguito frequentò la Slade School of Fine Art dove vinse anche un premio. 
Quando aveva 23 anni l'autrice australiana P. L. Travers contattò il padre perché le illustrasse un suo libro, ma questi disse di non avere tempo. La Travers, dopo aver visto un disegno di Mary, propose allora alla figlia il lavoro, e così il suo nuovo libro, Mary Poppins, venne illustrato da lei. Tra autrice ed illustratrice iniziò da quel momento una stretta collaborazione.
Nel 1937 sposò Edmund Knox, poeta, autore satirico ed editore di Punch che aveva avuto già due figli dalla prima moglie, morta nel 1935. La figlia maggiore Penelope Fitzgerald, di soli sette anni minore di Mary, divenne col tempo più una vera amica che una figlia. Il matrimonio venne osteggiato dal padre mentre lei, invece, spesso preferiva usare il cognome del marito.

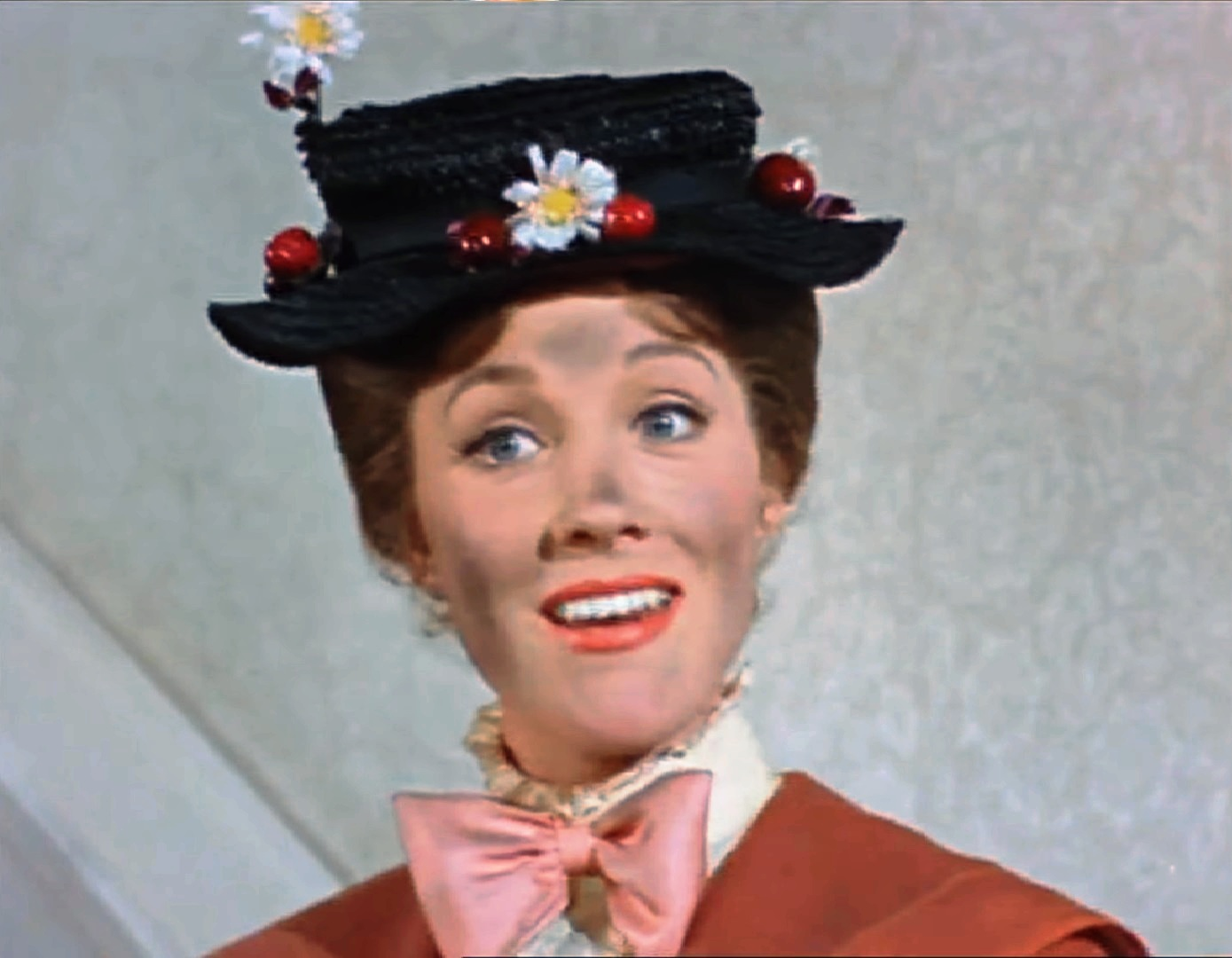
Julie Andrews interpreta Mary Poppins.

## Mary Poppins
L'immagine che Mary Shepard diede del personaggio di Mary Poppins fu particolare e stravagante, e la stessa Disney, che ne curò la trasposizione cinematografica, modificò varie parti della storia ma conservò il suo modello estetico. 
Julie Andrews imitò nei suoi costumi e nel modo di recitare quanto era stato disegnato dalla Shepard anni prima.

### Rottura dei rapporti con Pamela Lyndon Travers
Quando, negli anni sessanta, l'autrice dei libri Pamela Lyndon Travers e la Disney si accordarono per i diritti di autore, di fatto la Shepard venne esclusa dai benefici economici del contratto e ne ottenne un compenso solo marginale, e questo incrinò per sempre i rapporti tra scrittrice ed illustratrice.

## Opere
- (EN) P L Travers, Mary Poppins, New York, Harcourt Brace Jovanovich, 1932, OCLC 606025129.
- (EN) Ray Anthony Shepard, Vegetable soup activities, New York, Citation Press, 1975, ISBN 9780590096034, OCLC 1529303.
- (FR) Plats cuisinés pour congélateur, Paris, C.I.L., 1984, ISBN 9782731801057, OCLC 461618351.
- (EN) P L Travers, Mary Poppins comes back, Bronx, NY, Ishi Press International, 2019, ISBN 9784871879941, OCLC 1149141816.